# Subdirección General de Archivos Estatales
La Subdirección General de Archivos Estatales es la unidad responsable de gestionar los archivos de titularidad y gestión estatal y, por tanto, de la conservación y difusión del patrimonio documental que estos archivos custodian. Depende de la Dirección General de Patrimonio Cultural y Bellas Artes del Ministerio de Cultura de España.

## Funciones
Su principal función es la gestión y el fomento de los archivos de titularidad estatal adscritos al Ministerio de Cultura, así como la coordinación entre estos centros. Estos órganos se dividen entre los archivos históricos generales, los tres provinciales del País Vasco y centros de tratamiento técnico de los archivos. Los archivos regionales y provinciales quedan transferidos a las comunidades autónomas. Por otra parte, los archivos del parlamento, de los ministerios (excepto el de Cultura), los judiciales y los militares quedan fuera de su control.
Gestiona nueve archivos de titularidad estatal y dos centros:
- Archivo de la Corona de Aragón
- Archivo General de Simancas
- Archivo General de Indias
- Archivo Histórico Nacional
- Archivo General de la Administración
- Archivo de la Real Chancillería de Valladolid
- Centro Documental de la Memoria Histórica
- Archivo Histórico de la Nobleza
- Archivo Histórico de los Movimientos Sociales
- Centro de Información Documental de Archivos (CIDA)
- Servicio de Reproducción de Documentos (SRD)

Sus funciones son las siguientes: 
- Creación, dotación y fomento de los  archivos de titularidad estatal así como la gestión de los archivos de titularidad y gestión estatal. Asimismo, todo lo relacionado con las actuaciones inherentes a la titularidad de los archivos estatales que son gestionados por las comunidades autónomas.
- Asesoramiento a los archivos de titularidad estatal pero que dependen de otros ministerios
- El fomento de la conservación del patrimonio documental, su protección, promoción y difusión nacional e internacional
- Coordinar del Sistema Español de Archivos y el impulso de la cooperación con otras administraciones y entidades públicas o privadas en materia de archivos a través del Consejo de Cooperación Archivística, así como la cooperación con otros países y ámbitos culturales
- Gestionar la Comisión Superior Calificadora de Documentos Administrativos
- Gestionar el Portal de Archivos Españoles (PARES)

A nivel nacional colabora a través de la Comisión de Normas Españolas de Descripción Archivística (CNEDA), órgano creado en 2007 y encargado del desarrollo y de la actualización de la normativa archivística española. A nivel internacional participa en diversas asociaciones internacionales archivísticas como el Consejo Internacional de Archivos (ICA), la Asociación Latinoamericana de Archivos (ALA), la Reunión de Archivos Nacionales de la Unión Europea (EBNA) y la Red Europea de Información y Documentación sobre América Latina (REDIAL).

## Organización
La organización de la Subdirección General de los Archivos Estatales consta de dos órganos consultivos y técnicos: la Junta Superior de Archivos y la Comisión Superior Calificadora de Documentos Administrativos.

### Junta Superior de Archivos
La Junta Superior de Archivos fue creada por la orden del 11 de febrero de 1992. Es un órgano consultivo de la Administración General del Estado encargado de generar propuestas que considere necesarias para la mejora de la investigación, conservación, enriquecimiento, protección y difusión de los bienes integrantes del patrimonio documental y archivos de España. Además, asesora e informa sobre las cuestiones relativas al patrimonio documental y los archivos españoles. La composición de este órgano está presidida por el ministro de Cultura y en su estructura participan miembros de la Dirección General del Libro, Archivos y Bibliotecas:
Presidente: ministro de Cultura
Vicepresidente primero: subsecretario del Ministerio de Cultura
Vicepresidente segundo: director general del Libro, Archivos y Bibliotecas
Vocales:
- Dª Isabel Álvarez de Toledo Maura
- D. Julio Aróstegui Sánchez
- D. Miguel Artola Gallego
- Dª Soledad Cases Gómez de Olmedo
- Dª Ana Duplá del Moral
- Dª Ana Herrero Montero
- D. Juan Carlos Jiménez de Aberasturi Corta
- D. Tomas de la Cuadra-Salcedo Fernández del Castillo
- Dª Julia María Rodríguez Barredo
- Dª Begoña Urigüien González
- Dª Margarita Vázquez de Parga
- D. Ángel Viñas Martín

Secretario: Subdirector General de los Archivos Estatales

### Comisión Superior Calificadora de Documentos Administrativos
La Comisión Superior Calificadora de Documentos Administrativos fue creada por el artículo 58 de la ley 16/1985 sobre el Patrimonio Histórico Español y regulada a partir del Real Decreto 139/2000. Es el órgano superior consultivo de la Administración General del Estado en la toma de decisiones respecto a la conservación y utilización de sus documentos. Sus funciones se centran en el estudio y dictamen sobre las cuestiones relativas a la calificación y utilización de los documentos de la Administración General del Estado y de los organismos públicos vinculados o dependientes de ella, así como de su integración en los archivos y el régimen de acceso e inutilidad administrativa de estos documentos.
Además, la Subdirección General de los Archivos Estatales se organiza en diferentes áreas y servicios a través del CIDA:

### CIDA
El Centro de Información Documental de Archivos (CIDA) está destinado a difundir y dar a conocer el contenido del Patrimonio Documental Español. Esta difusión es llevada a cabo principalmente a través de la producción de diferentes bases de datos especializadas y accesibles por Internet.
Sus principales bases de datos son:
- Portal de Archivos Españoles (PARES): base de datos de descripciones y bancos de imágenes de documentos conservados en los archivos estatales, así como información actualizada de los contenidos disponibles.

- Catálogo colectivo de la red de las bibliotecas del CIDA y de los archivos estatales gestionados por el Ministerio de Cultura: catálogo que agrupa todos los fondos bibliográficos de las Bibliotecas de los archivos estatales y del mismo CIDA, incluyendo referencias de artículos de revistas. .

- Guía de Fuentes Documentales: bases de datos temáticas de documentos procedentes de archivos públicos y privados del estado español y de otros países europeos e iberoamericanos.

- Censo-Guía de Archivos de España e Iberoamérica: guía electrónica de los archivos, fondos y colecciones públicas y privadas de España e Iberoamérica.

- Legislación Histórica de España: base de datos que permite el acceso a la legislación y normativa histórica desde la Edad Media hasta el final del Antiguo Régimen referida a España y América, con acceso a imágenes digitales.

También consta de un servicio de programación y coordinación archivística, el Servicio de Reproducción de Documentos (SRD), una sección de programación económica, un área de valoración y tratamiento de documentación administrativa y otra área de relaciones institucionales.